# Jörg von Halsbach
Jörg von Halsbach (mort el 6 d'octubre de 1488), també anomenat Halspach o Ganghofer era un paleta i arquitecte alemany. Era de Polling, i va treballar a Múnic i Freising.

## Biografia
Jörg von Halsbach va ser educat probablement a Braunau o Wasserburg am Inn, on havia prevalgut una forta tradició d'arquitectura gòtica tardana. El 1441 va ser detectat per primer cop fent feina de reconstrucció en el cor de l'església de monestir d'Ettal. Va estar també implicat en la construcció de la parròquia de Polling, acabada el 1450. Entre 1479 i 1484 va ser consultat per construir la torre de l'església de Hall in Tirol.
Jörg von Halsbach és conegut especialment com a arquitecte de la Frauenkirche de Múnic (1468–1488). L'església gran va ser construïda de maó vermell en només 20 anys. Ja el 1470 Halsbach va començar a re-dissenyar l'Ajuntament Vell de Múnic en estil gòtic tardà; el 1478 va començar a construir la Kreuzkirche de Múnic. També va treballar pels Bisbes de Freising. La seva tomba està situada a la capella de la torre nord de la Frauenkirche.
- Ajuntament Vell de Múnic (amb la Torre sud de la Frauenkirche al fons)
- Kreuzkirche a Múnic